# My Dream Is Yours
 My Dream Is Yours és una pel·lícula musical estatunidenca de Michael Curtiz i Friz Freleng, estrenada el 1949.

## Argument
" My Dream Is Yours" és un remake en technicolor del musical " Twenty Million Sweethearts " de la Warner Bros. de 1934 Bros. Però hi ha una diferència significativa aquí: mentre que Dick Powell, el cambrer cantor de la pel·lícula anterior es convertia en un ídol que cantussejava, en el remake Doris Day és catapultada a la fama. Jack Carson (que estava segons diuen romànticament enamorat de la Day durant el rodatge) és el promotor que dispara Day a la celebritat, abans del final feliç. La pel·lícula és un somni animat de la divisió de dibuixos animats de la Warners, dirigida per Friz Freleng i que presenta cameos de Bugs Bunny i Tweety. Edgar Kennedy fa la seva aparició en el paper d'oncle nerviós de la Day. Les cançons de "My Dream Is Yours" inclouen l'èxit de Twenty Million Sweethearts, "I'll String Along With You."

## Repartiment
- Jack Carson: Doug Blake
- Doris Day: Martha Gibson
- Lee Bowman: Gary Mitchell
- Adolphe Menjou: Thomas Hutchins
- Eve Arden: Vivian Martin
- S.Z. Sakall: Felix Hofer
- Selena Royle: Freda Hofer
- Edgar Kennedy: Oncle Charlie
- Sheldon Leonard: Grimes
- Franklin Pangborn: Sourpuss Manager
- John Berkes: Actor
- Ada Leonard: Ella mateixa
- Frankie Carle: Ell mateix